# 王雍
王雍，晋宁县（今山西省临汾市）人，元朝政治人物。

## 生平
1363年接替崔思诚任松江府知府一职，由王立中接任。